# 長谷部組
長谷部組位於北海道 本部的設置，日本的黑社會指定暴力團之一 六代目山口組旗下的3次團體。隸屬上部團體為 三代目誠友會。

## 下部團體（山口組的4次團體）
- 高橋組
- 橋本組
- 佐佐木組